# Sebastián Porto
Sebastián Porto, född 12 september 1978 i Rafaela, är en argentinsk roadracingförare, som blev tvåa i 250GP-klassen Roadracing-VM 2004.
Porto gjorde sin debut redan säsongen 1994 i 125GP, och blev så småningom en etablerad toppförare i 250GP, där han vann sju deltävlingar. Han slutade oväntat i juni 2006, bara 28 år gammal, på grund av bristande motivation. Många av hans segrar kom när han körde för Telefónica Movistar Junior Honda.
Porto gjorde comeback i VM-sammanhang säsongen 2014 då han som wildcard körde Argentinas Grand Prix i Moto2-klassen. Han blev 23:a i loppet.